# Drimia chalumnensis
Drimia chalumnensis là một loài thực vật có hoa trong họ Măng tây. Loài này được A.P.Dold & E.Brink mô tả khoa học đầu tiên năm 2004.